# Kokusai Ki-105
El Ki-105 Ohtori, (del japonés: Ohtori ‘Ave fénix’) fue una versión motorizada del planeador Ku-7, fue diseñado para transportar combustible de Sumatra a Japón. A pesar de que el aparato, consumía el 80% de la carga embarcada, la escasa cantidad restante era considerada suficiente.  Fue un desesperado proyecto japonés en los últimos meses en el Teatro del Pacífico en la Segunda Guerra Mundial.

## Desarrollo
Con los ataques aliados a los puertos y tráfico marítimo japoneses, las provisiones de Japón para el combustible de sus cazas defensivos se estaba agotando. Para alcanzar estas metas de combustibles, a partir del planeador de transporte Kokusai Ku-7 Manazuru (Grulla) se derivó una versión motorizada usada para transportar combustible desde los campos petrolíferos que todavía estaban en manos japonesas en Sumatra a Japón. Esto requería una autonomía bastante grande (2.500 km), para permitir que los motores del Ki-105 llevaran el combustible consumiendo el 80% de éste para regresar al Japón (además del que era usado para llegar a Sumatra vacío).
El Ki-105, que en un principio fue designado Ku-7-II, era un monoplano de ala alta, con fuselaje central y la unidad de cola sujeta mediante dos largueros. Estaba propulsado por dos motores radiales Mitsubishi Ha-26-II de 940 cv. Se construyeron nueve prototipos para evaluación. Se habían encargado 300 unidades que no fueron construidas dado que la guerra finalizó antes de ello.
Japón desarrolló una técnica para hacer biocombustible a partir de aceite de pino, lo cual generó un desastre ecológico para llenar los tanques de unos pocos cazas sobrevivientes. A la luz de esta desesperación, el desarrollo del Ki-105 como un avión cisterna engullidor de combustible parecía más sensato

## Operadores
Japón
- Servicio Aéreo del Ejército Imperial Japonés

## Especificaciones (Ki-105)
Referencia datos: 

### Características generales
- Tripulación: 2
- Carga:  Combustible
- Longitud: 19,92 m
- Envergadura: 35,00 m
- Altura: 5,56 m
- Peso cargado: 12.500 kg
- Planta motriz: 2× Mitsubishi Ha-26-II, radiales.
  - Potencia: 940 cv cada uno cada uno.
- Hélices: 1× bipala por motor.

### Rendimiento
- Velocidad nunca excedida (Vne): 220  km/h